# 内尔维约
内尔维约（法語：Nervieux，法語發音：[nɛʁvjø]）是法国卢瓦尔省的一个市镇，位于该省中部，卢瓦尔河左岸，属于蒙布里松区。

## 地理
内尔维约（45°48'19"N, 4°9'17"E）面积19.44 平方千米，位于法国奥弗涅-罗讷-阿尔卑斯大区卢瓦尔省，该省份为法国中南部省份，北起顺时针与索恩-卢瓦尔省、罗讷省、伊泽尔省、阿尔代什省、上盧瓦爾省、多姆山省和阿列省接壤。
与内尔维约接壤的市镇（或旧市镇、城区）包括：巴尔比尼、埃佩尔雪圣保罗、米泽里约、福雷地区波米耶、圣富瓦-圣叙尔皮斯、圣乔治德巴鲁瓦耶。
内尔维约的时区为UTC+01:00、UTC+02:00（夏令时）。

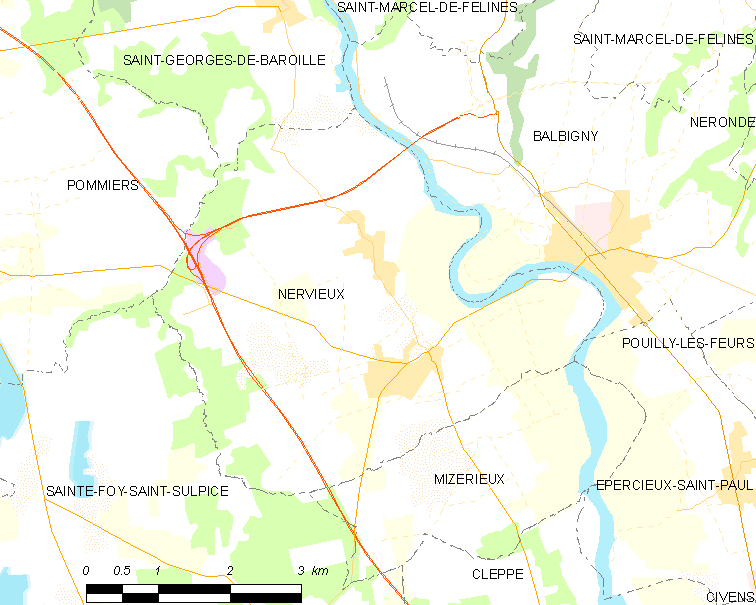
内尔维约的OSM定位图

## 行政
内尔维约的邮政编码为42510，INSEE市镇编码为42155。

## 政治
内尔维约所属的省级选区为弗尔县。

## 交通
法国国家A72号和A89号高速公路在境内西北侧交汇但未设出入口。卢瓦尔省省道D1线、D5线和D112线在镇中心交汇。

## 人口

1962-2008年间内尔维约人口变化图示

内尔维约于2022年1月1日时的人口数量为1036人。